# 王朝闻
王朝闻（1909年4月18日—2004年11月11日），原名王昭文，笔名汶石、廖化、席斯珂，男，四川合江人，中华人民共和国文艺理论家、美学家、雕塑家，艺术教育家，中华人民共和国马克思主义文艺理论和美学的开拓者与奠基人之一。

## 生平
王朝闻原名王昭文，后取《论语·里仁》“朝闻道，夕死可矣”句，更名“王朝闻”。他有一枚闲章“夕不甘死”，其义也是从此衍生。王朝闻自幼喜爱绘画。为学美术，王朝闻不顾贫困，两次放弃家人期望的钱庄学徒和银行练习生的“铁饭碗”职业。他曾在合江县县立高等小学学习，曾考入泸县中学。1926年在成都艺专等校学习美术。
1932年，王朝闻离开四川，考入国立杭州艺术专科学校（今中国美术学院），当时林风眠任校长，刘开渠任雕塑教员。王朝闻靠勤工俭学读书，在校期间常去图书馆摹绘西方雕塑和绘画的图片。其木刻《三等车厢》曾受到鲁迅关注。抗日战争全面爆发后，王朝闻中断学业，在浙江投身抗日救亡，绘制过不少抗日宣传画、连环画和漫画，还当过临时演员。1937年在浙江从事抗日文艺宣传活动，同年加入中国共产党。1939年在成都私立南虹艺专等校任教，任成都民众教育馆美术部主任。1940年12月到延安后，曾在鲁迅艺术文学院美术系任教。1941年，他为延安中央党校大礼堂创作的大型毛泽东浮雕像，被视为解放区美术作品的代表作。他还创作了鲁迅浮雕像等，发表了《再艺术些》等短文，反对艺术作品公式化和概念化。后来他在华北联合大学艺术学院美术系任教期间，系统阅读了中国古代画论、词论、文论和毛泽东哲学、军事著作。
中华人民共和国成立后，他曾在中共中央宣传部文艺处等部门工作。曾任中央美术学院教授、副教务长，讲授文艺理论和雕塑创作，创作了《毛泽东浮雕像》和《刘胡兰》。他创作的《毛泽东选集》封面浮雕等作品产生了广泛影响。1953年，他受文化部委托筹组了民族美术研究所（今中国艺术研究院美术研究所），还曾任《人民美术》、《美术》月刊和文科教材《美学概论》的主编。
“文革”结束后，曾任中国艺术研究院副院长，博士生导师，主持国家重点科研项目《中国美术史》的编撰。
2004年11月11日，王朝闻在北京病逝，享年96岁。

## 社会兼职
曾任《美术》月刊顾问，文化部文艺研究所顾问，中国美术家协会常务理事、副主席、顾问，中国作家协会理事、顾问，中华美学学会会长、名誉会长，国务院学位委员会第一届学科评议组成员，全国政协第三、四、五、六届委员，中国文联第一、二、三、四届全国委员，文化部艺委会委员等职。

## 著作
- 新艺术创作论，新华书店，1950年北京
- 新艺术创作论，人民文学出版社，1953年北京
- 新艺术论集，人民文学出版社，1952年北京
- 面向生活，艺术出版社，1954年北京
- 论艺术的技巧，艺术出版社，1956年北京
- 一以当十，作家出版社，1959年北京
- 喜闻乐见，作家出版社，1963年北京
- 王朝闻文艺论集（三卷），上海文艺出版社，1979年上海
- 创作、欣赏与认识，四川人民出版社，1979年成都
- 论凤姐，百花出版社，1980年天津
- 论凤姐，四川人民出版社，1983年成都
- 黄山石，上海美术出版社，1980年上海
- 开心钥匙，四川人民出版社，1981年成都
- 适应与征服，江西人民出版社，1983年南昌
- 不到顶点，上海文艺出版社，1983年上海
- 再再探索，知识出版社，1983年北京
- 了然于心，中国文联出版公司，1984年北京
- 审美谈，人民出版社，1984年北京
- 麦尼埃的雕塑，湖南美术出版社，1985年长沙
- 王朝闻曲艺文选，中国曲艺出版社，1986年北京
- 审美的敏感，上海文艺出版社，1986年上海
- 似曾相识，文化艺术出版社，1987年北京
- 论戏剧，重庆出版社，1987年重庆
- 审美心态，中国青年出版社，1989年北京
- 会见自己，齐鲁出版社，1991年济南
- 王朝闻美术谈，人民美术出版社，1991年北京
- 王朝闻学术论著自选集，首都师范大学出版社，1992年北京
- 雕塑雕塑，东北师范大学出版社，1992年长春
- 《复活》的复活，首都师范大学出版社，1993年北京
- 东方既白，重庆出版社，1994年重庆
- 我的游踪，福建美术出版社，1994年福州
- 雕塑美，湖北教育出版社，1994年武汉
- 王朝闻集（十六卷），四川美术出版社，1992年成都
- 神与物游，中国青年出版社，1998年北京
- 吐纳英华，中国青年出版社，1998年北京
- 美学概论（主编），人民出版社，1964年北京
- 中国民间美术全集（十四卷，主编），山东教育出版社、山东友谊出版社，1994年济南
- 中国美术全集（十三卷，主编），齐鲁书社、明天出版社，济南[1]